# Гелиофобия
Гелиофобия (от др.-греч. ἥλιος «солнце» + греч. φοβία ← др.-греч. φόβος «страх») —
1. Навязчивый страх солнца.
2. Любой страх инсоляции иного генеза при ипохондрии, бреде и др.[1]

## Причины
Гелиофобия может развиться из других психических расстройств, например, ипохондрии или нозофобии. Вследствие освещения в СМИ случаев заболевания раком кожи люди, страдающие вышеуказанными заболеваниями, начали избегать солнца, игнорируя при этом информацию о положительном воздействии солнечных лучей. Люди, страдающие фотодерматитом и порфирией, избегают солнца, так как боятся проявления симптомов болезни. Существует мнение, что от недостатка железа страдал Влад Цепеш, известный как прообраз графа Дракулы. Больным порфирией не противопоказано находиться на солнце в ограниченных количествах, но из-за возможности проявления неэстетичных симптомов или болевых ощущений, они предпочитают избегать солнечного света вовсе.
При кератоконусе (дегенеративном заболевании глаз) одним из симптомов является светобоязнь.
Те, кто предпочитают ночной образ жизни, например, готы или геймеры не страдают гелиофобией, но находятся в зоне риска.
Избегание контакта с солнцем по медицинским указаниям не является гелиофобией в полном смысле.

## Симптомы
Главный симптом боязни света — отчётливый и постоянно появляющийся страх находиться на солнце и выраженное избегание пребывания на солнце. При вынужденной встрече с предметом страха наблюдается комплекс симптомов (как вегетативных, так и относящихся к психическому состоянию).
Ко вторичным симптомам и признакам фобии относятся:
- бледность кожи (из-за дефицита витамина D);
- гипергидроз;
- повышенная нервозность и возбудимость;
- общая слабость;
- сниженная работоспособность;
- худоба, дефицит мышечной массы;
- судороги в мышцах.

Во время паники наблюдаются:
- аритмия и проблемы с дыханием;
- головокружение;
- тошнота;
- боль и жжение на коже (психосоматический признак);
- желание поскорее спрятаться от солнца.

На запущенных стадиях фобии или при длительном пребывании на солнце возможны обмороки, сердечный приступ.
Во время приступа паники человек отличается неадекватными реакциями: он может кричать, плакать, расталкивать людей, стремясь спрятаться в тень или в помещение. Ещё одно отличие гелиофобов — внешний вид. Человек старается надевать максимально закрытую одежду, ходит в солнцезащитных очках и головном уборе. Часто наблюдается коморбидное расстройство режима сна и бодрствования: днем индивид спит, а ночью работает и бодрствует. Стремясь ещё больше обезопасить свою жизнь, гелиофобы создают полумрак и в квартире, занавешивая окна.

## Лечение
Гелиофобам назначают лекарства, позволяющие восполнить дефицит кальциферола. Это позволяет предотвратить осложнения, развивающиеся вследствие гиповитаминоза. Чтобы не допустить проблем с социальной жизнью, которые являются последствиями гелиофобии, необходимо пройти лечение у психиатра.
Устранение проблемы осуществляется путём постепенного привыкания к явлению, которое пугает пациента, и постепенного выхода на дневной свет.
Психотерапевтические способы:
- гипноз — пациента вводят в транс, а затем внушают ему мысль о том, что разумное нахождение на солнце не несёт для него опасности;
- когнитивно-поведенческая психотерапия — в данном случае врач определяет у человека болезненные установки, а затем корректирует их, используя методику поощрения. В результате у больного формируется иная, положительная установка относительно лучей солнца и их воздействия на организм;
- процедура нейролингвистического программирования — этот метод базируется на копировании поведенческой модели любого здорового человека, при выполнении которого пациент начинает привыкать к правильным поведенческим реакциям;
- аутотренинг — процедуры самовнушения с мыслями о том, что солнце и его лучи безопасны.

Лечение с помощью медикаментов состоит из назначения транквилизаторов, а также β-блокаторов и антидепрессантов.

## В массовой культуре
- Название третьего сборника стихов Елены Елагиной носит название «Гелиофобия».[7]
- Немецкая группа Scumbucket выпустила альбом «Heliophobia».[8]
- Гелиофобия — название видеоигры в жанре приключенческого хоррора.[9]
- Боязнь света считается одним из признаков вампиризма. Больные, считающие себя вампирами на фоне других психических расстройств, опасаются выходить на солнце, чтобы не сгореть заживо.[10]
- Одна из характерных черт вампиров — боязнь солнца. Этот миф культивируется в фильмах «Вампиры», «Впусти меня», «От заката до рассвета», «Блэйд» и др.
- Гелиофобия — синдром порфирии, которой, по неподтверждённым данным, страдал Влад Цепеш[11]